# Centre hospitalier universitaire de Saint-Étienne
 (mars 2017).
Le centre hospitalier universitaire de Saint-Étienne (ou CHU de Saint-Étienne) est un centre hospitalier universitaire de France. Il possède une capacité totale de 1 802 lits et places en 2020, dont 42 lits de réanimation,.
Le CHU intervient dans le département de la Loire, mais aussi dans le nord de l'Ardèche dans le bassin d'Annonay et le nord-est de la Haute-Loire. Il emploie 7 588 personnes, ce qui fait de lui le premier recruteur du monde de la santé de la Loire.

## Histoire
L'Hôtel-Dieu a été créé au XIIe siècle pour assister les plus pauvres. Il se situait sur la rue de la Ville, à proximité de là où se trouve la Grand'Église. En 1515, l'Hôtel-Dieu est transféré sur le Pré-de-la-Foire (Place du Peuple). Entre 1644 et 1646, un nouvel hôpital est construit sur l'actuelle Avenue de la Libération, là où se trouvent la « Grande Poste » et le parking Antonin Moine. L'Hôtel-Dieu sera agrandi au fur et à mesure du temps.
En 1679, la ville est touchée par un hiver très rude. Il est décidé de construire une maison de La Charité sur la rue Tarentaize où les malades et les enfants abandonnés seront accueillis. La Charité est confirmée par une lettre patente de Louis XIV en 1685. Un nouveau bâtiment est construit sur l'emplacement actuel de l'hôpital.
Au XIXe siècle, la ville connaît une croissance considérable. Les installations existantes ne cessent de s'améliorer mais cela devient très vite insuffisant. À la fin du siècle, il est décidé de déménager l'Hôtel-Dieu. Le 18 février 1889, une commission est créée pour étudier le déplacement de l'Hôtel-Dieu. En 1892, 27 personnes sont nommées pour choisir un nouvel emplacement. Une première piste est envisagée sur un terrain de la rue Patroa, à Terrenoire mais il y a des oppositions par les sociétés de mines car le terrain se révèle exploitable. La même année, un terrain de 96 000 m2 au sud de la ville est choisi dans le quartier Bellevue. L’arrêté préfectoral pour la réalisation de l'hôpital est signé en 1895. Le site est en dehors de la ville mais il est desservi par les transports en commun. L'architecte choisi est Léon Lamaizière. L'hôpital ouvre en avril 1900. Il possède 26 pavillons. L'hôpital peut accueillir 913 lits mais ce chiffre devient très vite insuffisant. L'hôpital va continuer à s’agrandir avec la construction d'un pavillon d'urgence, de nouveaux bâtiments de chirurgie, etc. jusque dans les années 1990 et va monter à une capacité de 1 300 lits. L'Hôtel-Dieu est détruit dans les années 1900,.

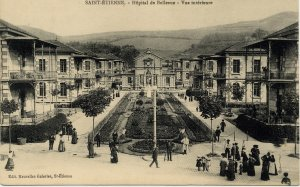
Hôpital Bellevue après sa construction

En 1970, les Hospices Civils prennent le nom de Centre Hospitalier Régional de Saint-Étienne. Le 30 octobre 1972, le CHR devient Centre Hospitalier Universitaire grâce à la signature d'une convention avec la faculté de médecine.

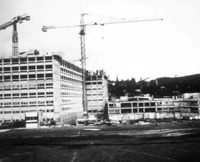
Construction de l'Hôpital Nord

L'hôpital Bellevue devient insuffisant. Il est décidé de construire un nouvel hôpital dans le nord de l'agglomération sur la commune voisine de Saint-Priest-en-Jarez, sur un terrain qui a été légué au CHU. C'est l'architecte Perrin-Fayolle qui est chargé de construire ce nouvel établissement. Le bâtiment sera une tour de huit étages centré autour d'un plateau technique. Il servira pour compléter l'hôpital Bellevue. La construction commence en 1978 pour finir en 1982. Il sera inauguré en janvier 1983. En 2002, il est décidé de centrer tous les services du CHU sur l'hôpital Nord. Des nouveaux bâtiments se construisent autour du bâtiment principal. Le déménagement des services se fait entre décembre 2008 et janvier 2009.

## Établissements

### Hôpital Nord
L'hôpital se trouve au bord du Furan dans la commune de Saint-Priest-en-Jarez, à proximité de l'A72 et de la Rocade Ouest. Il est voisin avec le centre de formation de l'ASSE. Il a été inauguré en 1983. L’hôpital est desservi par le tramway. Dans les années 2000, il va s’agrandir considérablement. En 2002, il accueille l'Institut de Cancérologie de la Loire. Il va ensuite accueillir tous les services d'urgences, de médecine et de chirurgie du CHU à partir de 2009. En 2014, le centre Hygée est construite et en septembre 2015, la faculté de médecine déménage sur le site. Une zone d'activité commerciale se développe autour de l'hôpital depuis sa construction. Plusieurs milliers de personnes s'y rendent par jour entre le personnel, les usagers et les étudiants, ce qui pose un problème au niveau du stationnement et des voies de communication autour de l'hôpital qui sont très vite encombrées aux heures de pointe.

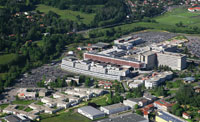
L'Hôpital Nord au début des années 2010, plusieurs bâtiments se sont construits autour du bâtiment d'origine.

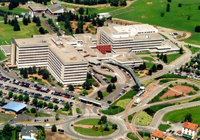
Hôpital Nord en 2001, avant son agrandissement

### Hôpital Bellevue
L'hôpital se situe en contrebas du Parc Naturel Régional du Pilat, entre le quartier Bellevue et Solaure, au bord de la RN88 et de la rue Gabriel Péri. Il est de forme pavillonnaire. À l'origine, il possédait 26 pavillons mais certains d'entre eux ont été détruits. L'hôpital s'est profondément modifié au fil du temps. C'était l'hôpital central de Saint-Etienne jusqu'en janvier 2009. Actuellement, les services de Médecine Physique et de Réadaptation, l'Unité du Rachis, le Pôle Psychiatrique, de Gériatrie, de médecine légale du CHU ainsi que l'administration. L'hôpital accueillait la faculté de médecine jusqu'en 2015 ou elle a été déménagée à l'hôpital Nord pour des raisons pratiques. Un pôle gériatrique devrait être construit sur le site. Un EHPAD a été construit en 2015.

### Hôpital de la Charité
L'hôpital se trouve à proximité de la place Chavanelle et Anatole France, au bord de la rue Antoine Durafour et de la rue Michelet. Ce centre est de moindre importance puisqu'il accueille seulement les services de Soins et Suite de Réadaptation, de Neuropsychiatrie et de gériatrie. Il accueille aussi le centre de dépistage et de diagnostic. La direction a annoncé la fermeture de l'hôpital d'ici 2017.

## Formations
Le CHU dispose en interne de 4 instituts de formations paramédicales :
- IFCS : Institut de Formation des Cadres de Santé
- IFSI : Institut de Formation en Soins Infirmiers
- IFAS : Institut de Formation Aides-soignants
- IFA : Institut de Formation d'Ambulanciers

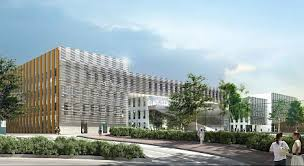
Nouvelle faculté de médecine sur le site de l'hôpital Nord

De plus, une convention existe depuis 1972 avec la Faculté de Médecine Jacques Lisfranc de Saint-Étienne, qui a emménagé en 2015 à quelques pas de l'Hôpital Nord. Le CHU participe ainsi à la formation des étudiants, externes et internes en médecine de Saint-Etienne en étant un terrain de stages largement privilégié.